# Larry Kenney
Larry Kenney est un acteur américain né le 5 août 1947 à Pekin, Illinois (États-Unis).

## Filmographie
- 1985 : Cosmocats ("Thundercats") (série TV) : Lion-O / Jackalman (voix)
- 1985 : The Life & Adventures of Santa Claus (TV) : Commander of the Wind Demons (voix)
- 1986 : Light Moments in Sports 1986 (TV) : Narrator
- 1986 : Silverhawks (série TV) : Bluegrass / Pokerface (voix)
- 1987 : The Comic Strip (série TV) : Voice (voix)
- 1989 : Super Duper Baseball Bloopers (vidéo) : Host
- 1991 : Aisle Six
- 1993 : The Twelve Days of Christmas (TV) (voix)
- 2005 : Family Guy Presents: Stewie Griffin - The Untold Story (vidéo) : Lion-O (voix)

## Anecdotes
Il a interpté la voix du comte Chocula dans les publicités à la télévision.